# Distretto di Demydivka
Il distretto di Demydivka (in ucraino Демидівський район?, Demydivs'kyj rajon) era un distretto dell'Ucraina, situato nell'oblast' di Rivne, con capoluogo Demydivka. È stato soppresso in seguito alla riforma amministrativa del 2020.